# Tutti i giorni è domenica
Tutti i giorni è domenica (Tous les jours dimanche) è un film del 1994 diretto da Jean Charles Tacchella.